# André Roosenburg
André Roosenburg est un footballeur néerlandais (attaquant), né le 18 août 1923 à La Haye, mort le 26 juillet 2002 à Franeker.

## Palmarès
- Champion des Pays-Bas en 1942 et 1943 avec le ADO Den Haag
- 9 sélections, 1 but en équipe nationale. Première sélection le 26 mai 1948, contre la Norvège (victoire 2-1).